# Infraestructures Científiques i Tècniques Singulars

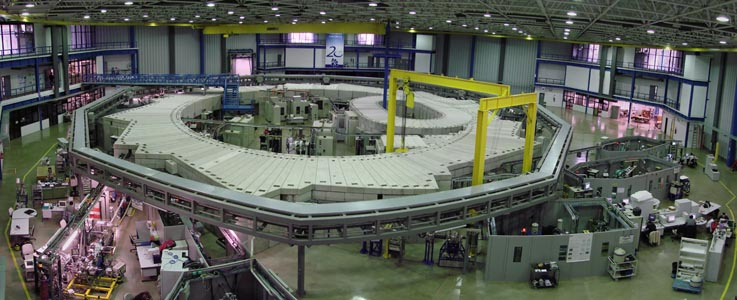
Laboratori Nacional de llum Sincrotrón ALBA, una de les ICTS

Les Infraestructures Científiques i Tècniques Singulars (o ICTS, denominades Instal·lacions Científiques i Tècniques Singulars fins al 7 d'octubre de 2014) són grans instal·lacions, recursos, equipaments i serveis dedicats al suport a la recerca i el desenvolupament tecnològic, així com a fomentar la transmissió, intercanvi i preservació del coneixement, la transferència de tecnologia i la innovació a Espanya. El seu objectiu principal és la posada a la disposició de la comunitat científica, tecnològica i industrial nacional i internacional d'infraestructures cientificotècniques indispensables per al desenvolupament d'una recerca científica i tecnològica única o excepcional en el seu gènere, amb un cost d'inversió, manteniment i operació molt elevat i la importància de la qual i caràcter estratègic justifica la seva disponibilitat per a tot el col·lectiu de recerca, desenvolupament i innovació.
Les ICTS posseeixen tres característiques fonamentals: són infraestructures de titularitat pública, és a dir, pertanyen o són gestionades per entitats públiques; són singulars, la qual cosa significa que són úniques en la seva espècie, i estan obertes a l'accés competitiu d'usuaris de tota la comunitat investigadora.
Les ICTS estan distribuïdes per tot el territori nacional i queden recollides en el que es denomina el “Mapa d'Infraestructures Científiques i Tècniques Singulars (ICTS)”. El primer Mapa de ICTS es va acordar en la III Conferència de Presidents, celebrada l'11 de gener de 2007, i va ser elaborat amb la participació de les Comunitats Autònomes. Aquest Mapa va estar vigent fins a 7 d'octubre de 2014, dia en el qual el Consell de Política Científica, Tecnològica i d'Innovació (CPCTI) va aprovar l'actual, compost per 29 ICTS que aglutinen un total de 59 infraestructures.

## Context estatal
A l'empara de la Llei 14/2011 de la Ciència, la Tecnologia i la Innovació, l'Administració General de l'Estat, la “Estratègia Espanyola de Ciència i Tecnologia i d'Innovació” contempla les activitats de recerca, desenvolupament i innovació des d'una perspectiva general per al període 2013-2020, i considera que el desplegament del “Mapa d'Infraestructures Científiques i Tècniques Singulars (ICTS)” és un instrument clau per al desenvolupament territorial del Sistema Espanyol de Ciència, Tecnologia i Innovació, al costat de la seva integració a l'Espai Europeu de Recerca. Les línies generals de la política científica es concreten en els plans estatals. Així, el “Pla Estatal de Recerca Científica, Tècnica i d'Innovació” per als anys 2013- 2016 recull els objectius a aconseguir en aquest període i els instruments per articular les diferents actuacions previstes. Un d'aquests objectius és facilitar l'accés a les infraestructures científiques i tecnològiques i a l'equipament científic, amb especial referència a les grans instal·lacions científiques i tècniques singulars tant nacionals com a internacionals. Tot això es concreta en el “Subprograma Estatal d'Infraestructures Científiques i Tècniques i Equipament” que té com a objectiu proveir, mantenir i actualitzar les infraestructures científiques i tècniques, perquè siguin accessibles a tots els agents del Sistema Espanyol de Ciència, Tecnologia i Innovació, i facilitar una recerca cientificotècnica de qualitat, així com el desenvolupament d'activitats empresarials de recerca i innovació altament competitives.

## Context internacional
El programa marc de recerca, desenvolupament i innovació de la Unió Europea H2020 inclou, dins del pilar “Ciència excel·lent”, les accions de suport a les infraestructures científiques, amb l'objectiu de reforçar i estendre l'excel·lència científica europea i consolidar l'Espai Europeu de Recerca (ERA, European Research Area) perquè el sistema de ciència de la UE sigui més competitiu a escala global. Els objectius generals que, en relació amb les infraestructures de recerca, H2020 pretén aconseguir són: (i) Optimitzar l'ús i desenvolupament de les infraestructures científiques europees; (ii) Fomentar el seu potencial humà i d'innovació; i (iii) Reforçar la coherència de les polítiques nacionals i europea en matèria d'Infraestructures.
D'altra banda, l'actual període de programació 2014-2020 dels Fons Europeus reforça el paper de l'avaluació inicial. Aquesta avaluació és un dels requisits per rebre finançament europeu i realment és una planificació prèvia i exhaustiva de les activitats en les quals, cadascun dels Estats membres, preveu invertir aquests fons. L'actualització del mapa de les ICTS ha estat l'eina emprada per a executar l'avaluació inicial relacionada amb la prioritat d'inversió del Fons Europeu de Desenvolupament Regional (FEDER) “Millora de les infraestructures de recerca i innovació (I+I) i de la capacitat per desenvolupar excel·lència en matèria d'I+I i foment de centres de competència, especialment els de interès europeu”. Al seu torn, aquestes accions s'han coordinat també amb les Estratègies Regionals d'Especialització Intel·ligent (RIS3) de les Comunitats Autònomes, que són instruments per ajudar a les regions a plantejar i aconseguir eleccions òptimes per a la seva prosperitat.

## Configuració del mapa de ICTS
El Consell de Política Científica, Tecnològica i d'Innovació (CPCTI), constituït el 18 de setembre de 2012, és l'òrgan de coordinació general de la recerca científica i tècnica d'Espanya, format per representants del Govern Central i de les Comunitats Autònomes. Una de les seves funcions és l'aprovació i l'actualització del Mapa de ICTS.
Per aquesta funció el consell ha establert un procediment d'actualització del Mapa i ha constituït el Comitè Assessor d'Infraestructures Singulars (CAIS), com a Grup de Treball de la Comissió Executiva del CPCTI. que realitza l'anàlisi i avaluació dels plans estratègics de cada infraestructura, amb la col·laboració de l'Agència Nacional d'Avaluació i Prospectiva (ANEP) amb intervenció d'experts internacionals. El Mapa de ICTS se sotmet a una actualització i revisió completa al principi del període de vigència de cada Pla Estatal.

### Tipus de ICTS
Les ICTS poden situar-se en una única localització (infraestructures amb localització única), poden formar part d'una Xarxa d'Infraestructures (RI) o constituir-se com una Infraestructura Distribuïda (ID), depenent del nivell d'integració i coordinació de les seves capacitats.

### Requisits
Els requisits que ha de complir una instal·lació per ser considerada una ICTS, estan formalment definits en el document del CPCTI que acompanya la configuració del Mapa actual de ICTS. De forma resumida, aquests requisits són els següents:
- Caràcter singular i estratègic: la ICTS és una infraestructura singular, una eina experimental d'avantguarda única a Espanya pel seu contingut i les seves prestacions, oberta a tot el sistema espanyol de recerca, desenvolupament i innovació, avançada científica i tecnològicament, imprescindible per realitzar determinades recerques i/o desenvolupaments tecnològics.
- Objectius: els objectius de la ICTS han d'estar alineats amb els objectius de l'Estratègia Espanyola de Ciència i Tecnologia i d'Innovació, del Pla Estatal d'I+D+i i dels corresponents programes europeus i internacionals.
- Inversió: la ICTS ha de tenir un cost d'inversió en infraestructura científica i tecnològica elevat en la seva construcció, actualització i millora (a partir de 10 milions d'euros d'inversió acumulada en actius tecnològics), així com en el seu manteniment i explotació.
- Accés obert: les ICTS han d'aplicar una política d'accés obert competitiu a la comunitat científica, tecnològica, industrial i a les administracions. Ha d'existir demanda demostrable i proporcionada d'ús o accés per part de la comunitat nacional i internacional. Aquest accés serà avaluat i prioritzat amb criteris d'excel·lència i viabilitat cientificotècnica.
- Comitè Assessor Cientificotècnic: les activitats científic-tecnològiques i les estratègies de les ICTS han d'estar assessorades per un Comitè Assessor Científic i Tècnic de rellevància internacional.
- Gestió: la ICTS ha de comptar amb esquemes de gestió apropiats, d'acord amb les seves característiques específiques, particularment quant a les infraestructures i serveis oferts de manera competitiva i al suport a usuaris.
- Pla Estratègic: la ICTS ha de comptar amb un pla estratègic quadriennal revisat periòdicament, que establirà els objectius, estratègies i recursos.
- Producció i Rendiment: la producció i el rendiment de la ICTS ha de ser proporcionada al cost i grandària de la instal·lació. Cada ICTS haurà de mantenir un Registre d'Actuacions d'I+D+i que inclogui tots els accessos oferts, projectes i activitats realitzades, i els resultats d'I+D+i aconseguits gràcies a l'ús de la instal·lació (publicacions, patents, etc.).

### Llistat de ICTS en el Mapa en vigor
A febrer de 2016, les infraestructures que tenen la consideració de ICTS són:
- Sincrotró ALBA
- Bases Antàrtiques Espanyoles
- Centre astronòmic de Yebes
- Centre de Làsers Premuts Ultracortos Ultraintensos
- Centre Nacional d'Acceleradors
- Centre Nacional de Recerca sobre l'Evolució Humana
- Reserva Biològica de Doñana
- Flota Oceanogràfica Espanyola
- Gran Telescopi de Canàries
- Infraestructura Integrada de Microsopía Electrònica de Materials
- Infraestructura Integrada de Producció i Caracterització de Nanomateriales, Biomaterials i Sistemes en Biomedicina (NANBIOSIS)
- Infraestructura Integrada de Tecnologies Òmiques
- Infraestructures Agregades per a la Recerca Hidràulica Marítima
- Laboratori de Ressonància Magnètica Nuclear
- Laboratori Subterrani de Canfranc
- Supercomputador Marenostrum
- Observatori Astrofísic de Javalambre
- Centre astronòmic de Calar Alt
- Radiotelescopio IRAM 30M
- Observatoris de Canàries
- Plataforma Aèries de Recerca
- Plataforma Oceànica de Canàries
- Plataforma Solar d'Almeria
- Xarxa de Laboratoris d'Alta Seguretat Biològica
- Xarxa de Sales Blanques de Micro i Nano Fabricació
- Xarxa Distribuïda d'Imatge Biomèdica
- Xarxa Espanyola de Supercomputación Ampliada
- RedIRIS
- Sistema d'Observació Costaner de les Illes Balears
- Laboratori Nacional de Fusió